# Mycteroperca phenax
El Abadejo, abadejo garropa o cuna garopa (Mycteroperca phenax) es una especie de pez serránido de interés pesquero que habita las aguas del Atlántico occidental tropical.

## Descripción
Profundidad del cuerpo de 3.0-3.4 veces la longitud estándar (LE) y la longitud de la cabeza de 2.6-3.0 vece en LE. Las fosas nasales posteriores en adultos son de 2 a 4 veces más grandes que las fosas nasales anteriores. Pre-opérculo de adultos (más de 40 cm de LE) con proyección del lóbulo ósea en el ángulo. Las braquiespinas en el primer arco son 8-10 en la extremidad superior y 17-21 en la extremidad inferior, más 3-4 rudimentarias en cada extremidad; la espina más larga es mayor a al largo de la branquiespina más larga. Adultos con radios exertos desiguales en las aletas dorsal, anal y caudal; aleta dorsal con 11 espinas, 16 a 18 radios suaves; aleta anal con 3 espinas, 10 a 12 radios suaves; aleta caudal cóncavo; radios de la aleta pectoral 15 a 17. Escamas laterales del cuerpo ctenoides; escamas de línea lateral 76 a 82; alrededor de 124 escamas laterales. Presenta cuatro fases de coloración: un marrón con cabeza y cuerpo gris parduzco pálido, cubierto con pequeñas manchas oscuras en cada escama que se extiende hasta las aletas medias (excepto ventralmente), ángulo de la boca amarillo; la fase "pata de gallo" es de color marrón pálido las partes dorso-laterales del cuerpo con varios grupos de manchas de color marrón oscuro que se asemejan a la impresión de la pata de un gato; adultos grandes (50 a 70 cm de longitud estándar) presentaban una fase de cabeza gris, con 2/3 parte posterior del cuerpo oscuro, cabeza y cuerpo anterior a la sexta espina dorsal con gris oscuro con reticulaciones oscuras, vientre y parte ventral del cuerpo arriba aleta anal con varias manchas blancas y aletas blancas excepto el margen negro de las aletas pectorales; y una fase bicolor (vista una vez) era de color marrón pálido anterior y abruptamente de color marrón oscuro posterior al origen de la aleta dorsal blanda. Tamaño máximo de 90-107 cm y peso de 14.2-15 kg. Los adultos de Mycteroperca phenax son similares a M. interstitialis.

## Ecología
Se distribuye desde Carolina del Norte a hasta el Golfo de México y Centroamérica hasta el norte de Suramérica en Venezuela, encontrándose juveniles en Massachusetts y un individuo vagante en las Azores. Gusta de salientes rocosas en profundidades entre 30-100 metros; en el Golfo de México al este de la Florida es la especie más común de mero en los arrecifes de Oculina entre los 70-100 metros de profundidad; esta especie prefiere los fondos marinos con complejidad de relieve y topografía pues le sirve como refugio contra sus depredadores como tiburones y grandes coronados (Seriola dumerilii). Los juveniles han sido encontrados en puertos, muelles y manglares. Crecen lentamente y alcanzan una edad de hasta 21-30 años, alcanzando la madurez a los tres años (40 cm). Como las otras especies de mero, es carnívoro, prefiriendo una dieta de peces, crustáceos y pulpos.

## Reproducción
Son hermafroditas protogíneos. Se han registrado hembras en Florida y las Carolinas que al año y con 30-35 cm de longitud total (LT) presentan su primer desove, mientras que al este del Golfo de México todos los peces alcanzan la madurez a los 35 cm; las hembras suelen tener medidas de 70 cm de LT. Forman congregaciones reproductivas entre febrero y agosto con picos en marzo y junio. La liberación de las huevas y esperma se produce al atardecer o en la noche en profundidades entre los 33 y 93 metros en torno a las fases lunares de llena y nueva. Sus zonas de reproducción se pueden superponer con las de Mycteroperca microlepis.

## Conservación y pesquería
Es una de las especies de meros más apreciadas en la pesca de palangre y línea del Golfo de México, sureste de los Estados Unidos y Venezuela. Se le considera abundante en profundidades mayores a 60 metros y presenta una población estable. El stock del sureste de las Estados Unidos ha sido evaluado, mientras que en el resto de su área de distribución aún es desconocido y a la fecha no se consideran sobreexplotadas, aunque los desembarques de la pesca recreativa de esta especie sí han presentado fluctuaciones. Sin embargo, entre 1979 a 1989 a disminuido la longitud media de esta especie al pasar de 610 mm a 570 mm de LT, el porcentaje de machos pasó del 34% al 21% en peces menores a 500 mm LT, y el porcentaje de juveniles pasó de 17% entre 1978-1989 a 7% en 1990-1997. La destrucción de los bancos de Oculina que es donde esta especie vive y desova debe tomarse en cuenta para la conservación de la especie.